# Merkstein
Merkstein ist ein Stadtteil von Herzogenrath in der Städteregion Aachen.

## Ortsteile
Merkstein teilt sich weiter auf in
- Hofstadt
- Worm
- Wildnis
- Herbach
- Plitschard
- (Alt-) Merkstein
- Floess

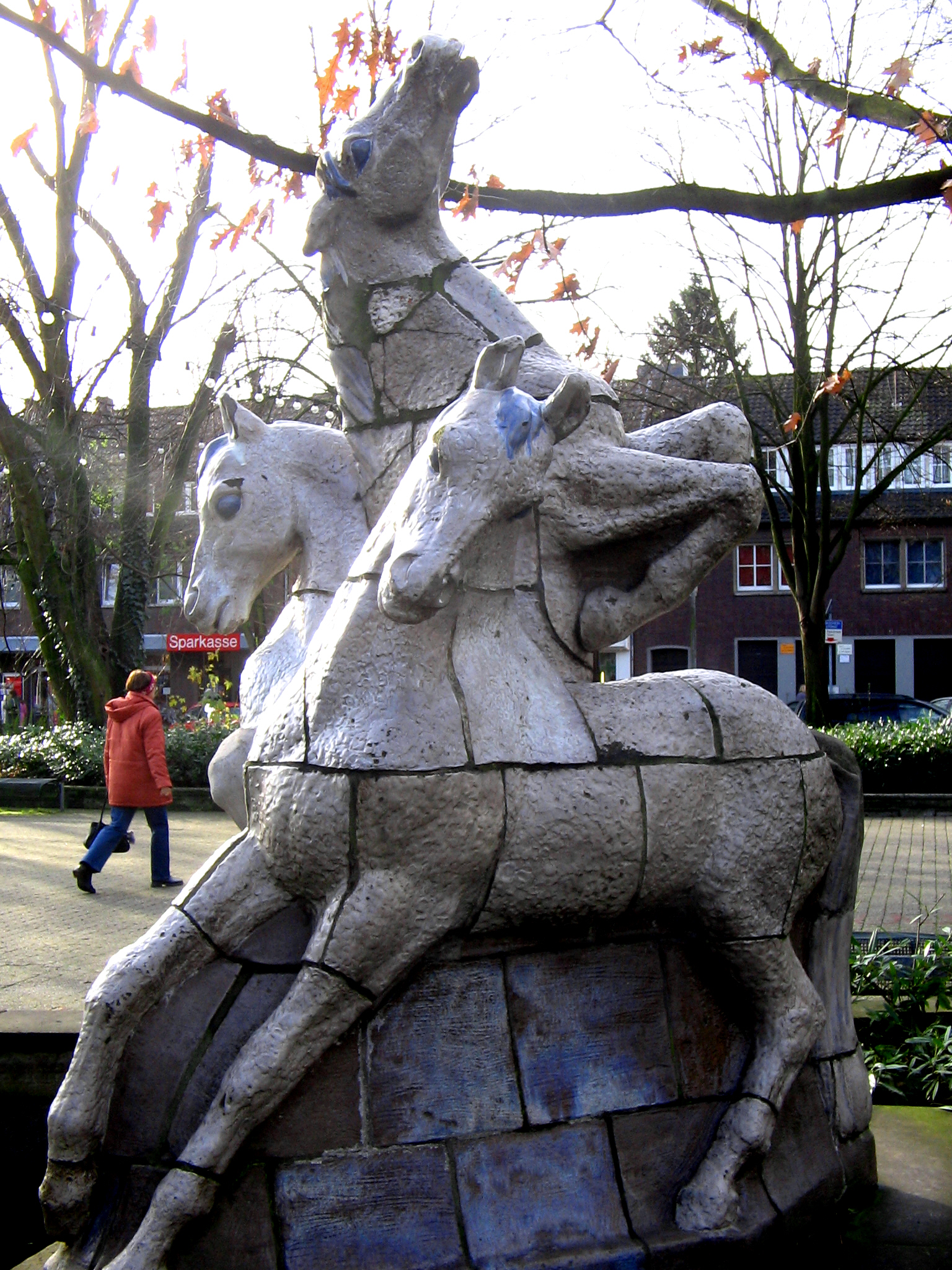
Skulptur am August-Schmidt-Platz in Merkstein

- Thiergarten (teils zu Merkstein, teils zu Herzogenrath)
- Streiffeld
- Nievelstein (abgebaut 1944)[1]
- Finkenrath (abgebaut 1960)[1]
- Ritzerfeld
- Magerau
- Noppenberg (teils zu Merkstein, teils zu Herzogenrath)
- Ophoven
- Neumerberen
- Rimburg (1816 bis 1972)

Von 1961 bis zur Eingemeindung 1972 hatte der Bereich Merkstein die Postleitzahl 5123 und deckte Merkstein, Herbach, Hofstadt, Noppenberg, Plitschard, Rimburg, Ritzerfeld und Worm ab.

## Geschichte

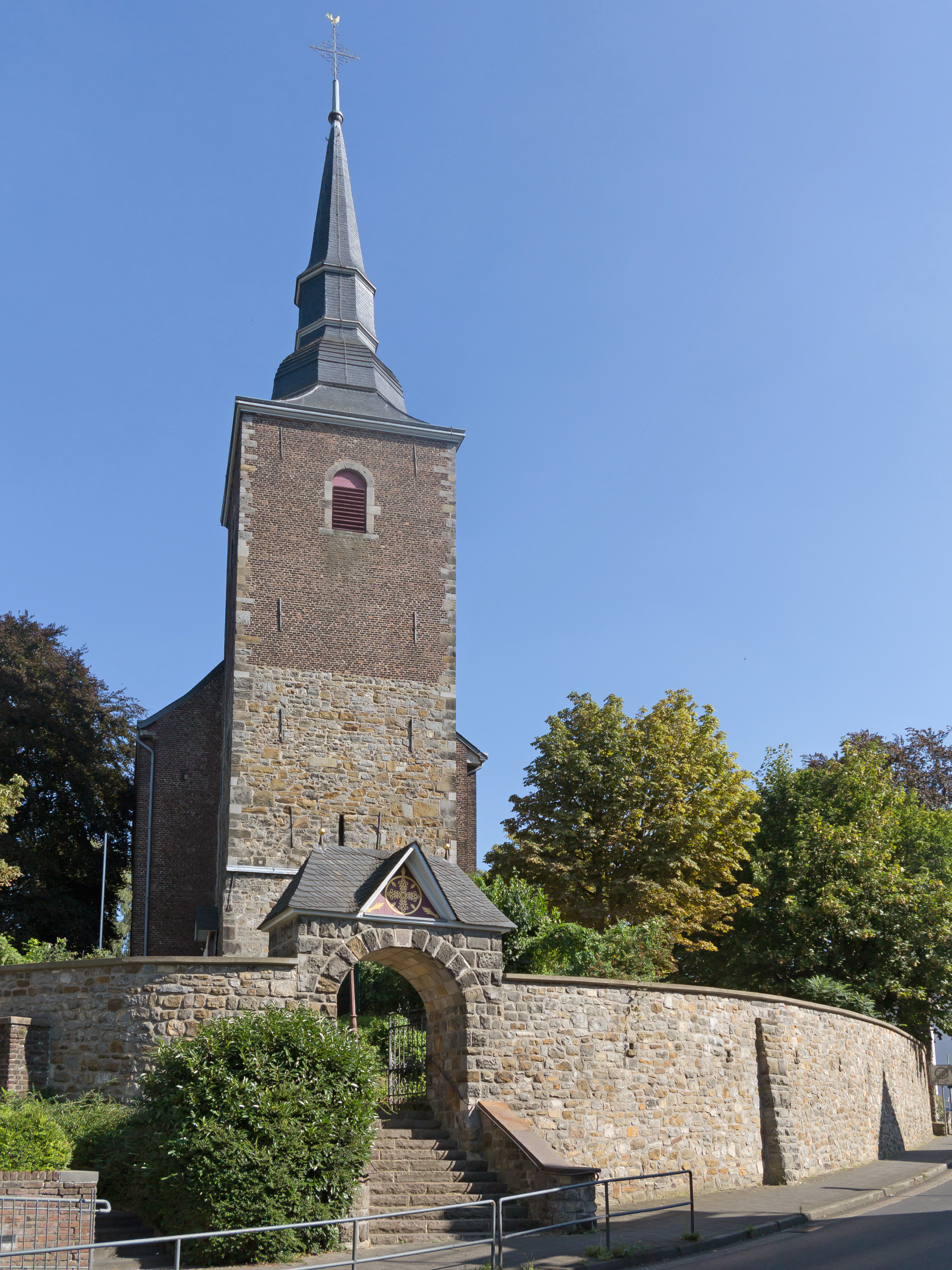
Pfarrkirche Sankt Willibrord

Merkstein wird 1123 erstmals in den Annales Rodenses erwähnt. Zu diesem Zeitpunkt war die hölzerne Kirche zu Ehren des heiligen Willibrord (658–739) bereits mehr als 400 Jahre alt. Nach der Sammlung Tevis wurde die Holzkirche 701 errichtet. Seit 959 gibt es eine lückenlose Folge der Pfarrer bis heute. Die Patronatsrechte hatte der Kölner Erzbischof. Er konnte die Pfarrer ernennen und über die Einnahme des Pfarrhofes bestimmen. Das Kirchenland war wahrscheinlich ein Geschenk der Merowinger. Der Fluss Wurm bildete die Grenze zwischen dem Erzbistum Köln nach Osten und dem Bistum Lüttich nach Westen. Nach einer Inschrift am Altar hat Willibrord diese Kirche gestiftet. Ob das buchstäblich zu verstehen ist oder eine Würdigung dieses Missionars war, lässt sich nicht belegen.
Zur Pfarre St. Willibrord gehörten die umliegenden Orte Worm, Nievelstein, Wildnis, Finkenrath, Rimburg, Plitschard, Herbach, Hofstadt, Streiffeld, Magerau, Floß und Merberen (Neu-Merberen, Alt-Merberen gehörte zu Jülich). Alle Orte mit Ausnahme von Rimburg unterstanden im späten Mittelalter auch der Gerichtsbarkeit von Merkstein. Rimburg lag auf Jülicher Gebiet und hatte durch die Reichsherren von Bronckhorst eine eigene Gerichtsbarkeit. Kirchenrechtlich gehörte Rimburg jedoch zur Pfarre von Merkstein. Die Herren von Rimburg hatten Abgaben zu entrichten und für den Unterhalt der Kirche zu sorgen. Diese Besonderheit führte immer wieder zu Rechtsstreitigkeiten. In Ritzerfeld waren die Verhältnisse umgekehrt. Der Ort gehörte zur Bank von Merkstein. Die Einwohner machten jedoch ihren Kirchgang nach Afden zu der Pfarrkirche St. Gertrudis. Auch das gab Anlass zu Streitigkeiten zwischen den Banken von Merkstein und Herzogenrath, wenn es um die Abgaben ging.
Merkstein gehörte seit dem frühen Mittelalter mit Kerkrade (Kirchrath) und der Burg Rode zur Herrlichkeit Rode (Hertogenrode, Herzogenrath). Das Gebiet westlich der Wurm (Kerkrade, St. Lambertus-Kirche und Burg Rode) war seit 1060 Eigentum (Allodium) der Grafen von Saffenberg. Ihr Stammsitz war die Saffenburg in Maischoss an der Ahr. Die Saffenberger stammten aus der Sippschaft der Ezzonen. Die Ezzonen waren mächtige Gaugrafen oder Klostervogte in dem Gebiet zwischen Rhein und Maas und lassen sich auf Karl den Großen zurückführen. Ihre Verwandten aus dem Hause Berg saßen über mehrere Generationen auf dem Erzbischofstuhl in Köln. Außerdem stellten die Ezzonen seit 985 die Pfalzgrafen von Lothringen. 
Die Gebiete östlich der Wurm (Afden, Ritzerfeld und Noppenberg) stammten wahrscheinlich aus dem Nachlass des ersten Pfalzgrafen bei Rhein Heinrich II. von Laach. Sie waren 1095 in den Besitz (Allodium) des Grafen von Limburg gekommen: cuius proprium erat allodium [...] Rucelenfelt [...] et Affeden (Annales Rodenses). Heinrich II. (1050–1095) stammte aus dem Hause Gleiberg-Luxemburg und war mit den Grafen von Limburg verwandt. Er nannte sich nach seiner Burg am Laacher See (ad lacum = am See). Er hat 1093 mit seiner Ehefrau Adelheid von Weimar-Orlamünde (1055–1100) das Kloster Laach gestiftet.
Zwischen 1090 und 1100 gab es eine erbitterte Fehde zwischen dem Grafen Adalbert von Saffenberg († 1110) und Heinrich I.(ca. 1059–1119) von Limburg. Der Limburger erhob Ansprüche auf ein Drittel des Roder Allods. Er fiel „sengend und brennend“ in das Land Rode ein. Er setzte die St. Lambertus-Kirche in Brand. Nur die Burg Rode (castrum rodense) leistete erfolgreichen Widerstand. Auf Merksteiner Gebiet wurde das Prummisvelt (Prummerenfeld) besetzt, das keineswegs dem Herzog gehörte, sondern war einst vom Grafen Bruno von Hengebach († vor 1056) und seiner Gemahlin der Abtei Prüm (daher die Flurbezeichnung) geschenkt worden.
Herzog Heinrich wurde wegen dieser und anderer Raubzüge 1101 durch Kaiser Heinrich IV. vor den Reichstag von Lüttich zitiert. Er musste sein Unrecht wieder gutmachen. Der alte Streit mit den Saffenbergern wurde 1136 beigelegt und durch die Hochzeit zwischen der Erbtochter Mathilde († 1145) und dem Prinzen und späteren Herzog Heinrich II. von Limburg († 19. August 1167 in Rom) besiegelt.
Mathilde hatte von ihrem Vater Adalbert I. von Saffenberg und Nörvenich († 1109) die Herrschaft Rode, die Vogtei Klosterrath und ein großes Kölnisches Lehen und einen Allodialbesitz im Haspengau geerbt, während Heinrich die Dörfer Afden, Ritzerfeld und Noppenberg mit in die Ehe brachte. Das Kölnische Lehen muss Merkstein gewesen sein. Denn der Kölner Erzbischof besaß die Patronatsrechte und erhielt von den Merksteiner Lehnsleuten den Zehnten für jedes neu gerodete Brachland. Nur das Kirchenland war zehntfrei. Es lag östlich der St. Willibrordkirche im Bereich der heutigen Kirchfeldstraße.
Heinrich trat 1139 die Nachfolge seines Vaters als Herzog von Limburg an. Merkstein gehörte seitdem zum Herzogtum Limburg. Zwischen den Häusern Limburg und Löwen-Brabant gab es in der Folgezeit ein ständiges Gerangel um den Titel und das Amt des Herzogs von Niederlothringen. Das Land Rode umfasste Herzogenrath, Merkstein, Kerkrade, Übach over Worms, Simpelveld, Bochholtz, Vaals, Gulpen, Margaten und die Jülicher Enklaven Welz und Roerort. Die Orte Übach und Alsdorf kamen nach der Gebietsreform unter Kaiserin Maria-Theresia hinzu.
1794 bilden die Franzosen die Bürgermeisterei „Mairie Merkstein“ im Kanton Herzogenrath im Arrondissement Maastricht des Département Meuse-Inférieure (= Niedermaas).
1815 unterstellt der Wiener Kongress Merkstein dem Großherzogtum Niederrhein. 1846 werden Merkstein und Herzogenrath unter eine gemeinsame Verwaltung gestellt, und aufgrund der Steinkohle wird das ländliche Merkstein rasch zu einer Industriegemeinde im Aachener Steinkohlenrevier. Die Häuser Nr. 69 bis 123 der Merksteiner „Bierstraße“ gehörten zur 1876 abgeteuften „Zeche Nordstern“. 1950 erwirbt der Eschweiler Bergwerksverein (EBV) Betriebsgelände und Wohnungen. Die wichtigste Zeche war allerdings die Grube Adolf, die 1972 die Förderung der Steinkohle einstellte. Sie war jahrzehntelang das wirtschaftliche Herz Merksteins und beschäftigte den Großteil der männlichen arbeitsfähigen Bevölkerung.
Am 1. Januar 1972 wurden Merkstein und Kohlscheid in die Stadt Herzogenrath eingegliedert. Der Ortsteil Rimburg mit etwa 300 Einwohnern wurde Übach-Palenberg im neuen Kreis Heinsberg zugewiesen.

## Wappen
Blasonierung: „In Blau über einem gewellten goldenen (gelbem) Schildfuß, wachsend ein silberner (weißer) Grenzstein belegt mit einem blauen Schild, darin ein goldener (gelber) Pferdekopf; im rechten Obereck ein sechszackiger goldener (gelber) Stern.“
Der Gemeinde Merkstein wurde 1936 durch den Oberpräsidenten der Rheinprovinz in Koblenz ein Wappen verliehen. Es zeigt einen bis heute existenten Grenzstein aus preußischer Zeit als redendes Symbol. Der Pferdekopf steht für die traditionelle Pferdezucht in Merkstein. Die Bedeutung des Sterns ist unklar, möglicherweise deutet er auf die ehemalige Grube Nordstern hin. Der gewellte Schildfuß steht für die hügelige Landschaft am Rande der Eifel.

## Verkehr

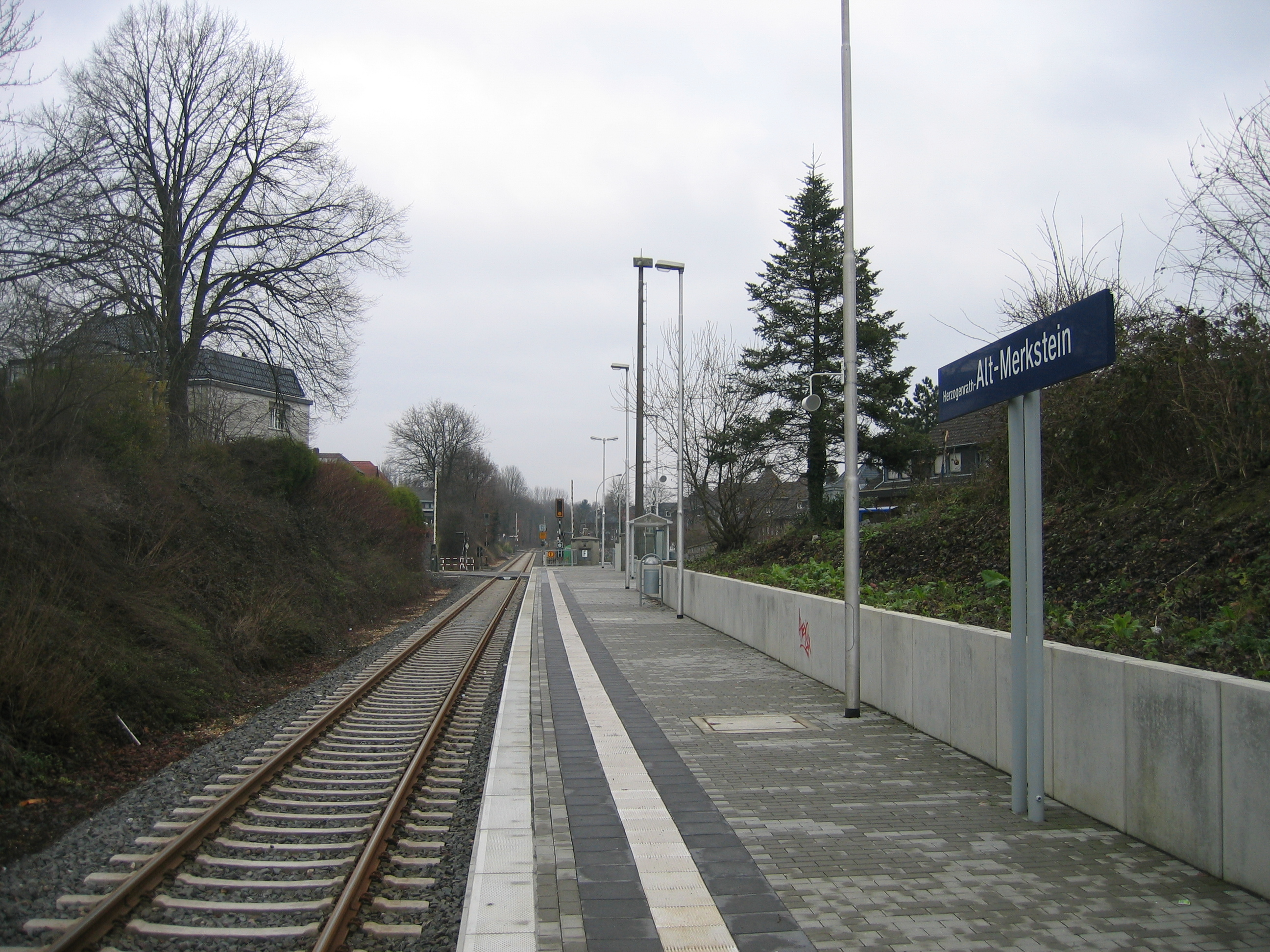
Haltepunkt Herzogenrath Alt Merkstein

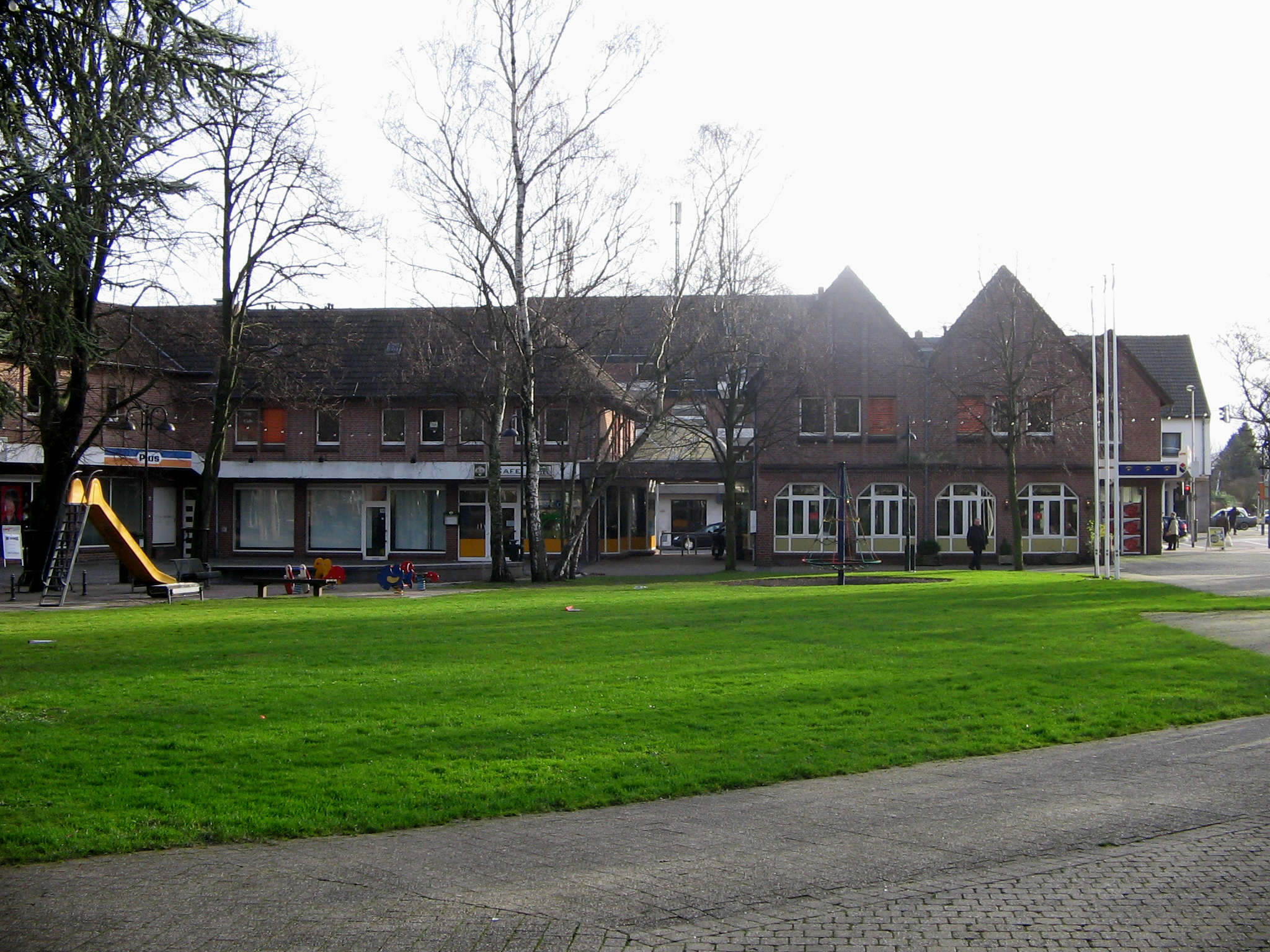
August-Schmidt-Platz in Merkstein

Von der Autobahnauffahrt „Alsdorf/Herzogenrath“ der A 44 führt die L 240 in 7,5 km nach Merkstein.
Merksteins Busknotenpunkt ist „August-Schmidt-Platz“, welcher von den AVV-Linien HZ3, 21, 47, 54, 89, 147 und 430 bedient wird. Er verbindet Merkstein mit Aachen, Alsdorf, Herzogenrath und Übach-Palenberg. Die Linie HZ1 hält an der Hauptstraße in der Nähe des Haltepunktes Alt-Merkstein. Zusätzlich verkehrt in den Nächten vor Samstagen sowie Sonn- und Feiertagen die Nachtexpresslinie N3 der ASEAG.
| Linie | Betreiber | Verlauf |
| ----- | --------- | --- |
| 21    | ASEAG     | Lintert Friedhof – Burtscheid – Aachen Hbf – Misereor – Elisenbrunnen – Aachen Bushof – Ludwig Forum – Talbot – Haaren – Würselen – Morsbach – Bardenberg – (Pley –) Niederbardenberg – Herzogenrath Bf – Ritzerfeld – Merkstein – Boscheln – Holthausen – Übach – Palenberg – Palenberg Bf                                                            |
| 47    | ASEAG     | (Brand –) Hüls – Kaiserplatz – Aachen Bushof – Ponttor – Laurensberg – Richterich – Kohlscheid Weststr. – Pannesheide – Straß – Herzogenrath Bf – Ritzerfeld – Merkstein |
| 54    | ASEAG     | Diepenbenden – Burtscheid Hauptstr. – Normaluhr – Theater – Elisenbrunnen – Aachen Bushof – Eurogress – Soers – Berensberg – Rumpen – Kohlscheid Markt – Klinkheide – Pannesheide – Straß – Herzogenrath Bf – Herzogenrath Schulzentrum / Waldfriedhof / (Ritzerfeld – Merkstein – Industriegebiet Boscheler Berg)                                     |
| 89    | ASEAG     | Alsdorf-Annapark – Zopp – Noppenberg – Nordstern – Merkstein – Herzogenrath Bf (– Herzogenrath Schulzentrum) |
| X47   | ASEAG     | Expressbus: Aachen Bushof – Ponttor – Kohlscheid Weststr. – Pannesheide – Straß – Herzogenrath Bf – Ritzerfeld – Merkstein |
| 430   | west      | Herzogenrath Bf – Ritzerfeld – Merkstein – Boscheln – Übach – Palenberg – Palenberg Bf |
| HZ1   | ASEAG     | (Herzogenrath Schulzentrum –) Herzogenrath Bf – (Merkstein Hauptstr. –) Worm – Wildnis – Hofstadt |
| HZ3   | ASEAG     | (Herzogenrath Schulzentrum –) Herzogenrath Bf – Merkstein – Plitschard – Herbach – Hofstadt |
| N3    | ASEAG     | Nachtexpress: nur in den Nächten vor Samstagen sowie Sonn- und Feiertagen Elisenbrunnen – Aachen Bushof (→ Ludwig Forum → Haaren → Verlautenheide → Würselen → Morsbach → Bardenberg → / ← Eurogress ← Berensberg ← Rumpen ← Kohlscheid Markt ← Klinkheide ← Pannesheide ← Straß ←) Herzogenrath Bf – Ritzerfeld – Merkstein (← Boscheln ← Holthausen) |

Im Dezember 2004 wurden die Haltepunkte „Herzogenrath-Alt-Merkstein“ und „Herzogenrath August-Schmidt-Platz“ der Euregiobahn eröffnet. Die nächstgelegenen DB-Bahnhöfe sind „Herzogenrath“ und „Übach-Palenberg“ an der Strecke Aachen – Mönchengladbach Hbf.
| Linie | Linienverlauf | Takt                                                                         |
| ----- | --- | ---------------------------------------------------------------------------- |
| RB 20 | Euregiobahn: Stolberg (Rheinl) Hbf – Eschweiler-St. Jöris – Alsdorf-Poststraße – Alsdorf-Mariadorf – Alsdorf-Kellersberg – Alsdorf-Annapark – Alsdorf-Busch – Herzogenrath August-Schmidt-Platz – Herzogenrath-Alt-Merkstein – Herzogenrath – Kohlscheid – Aachen West – Aachen Schanz – Aachen Hbf – Aachen-Rothe Erde – Eilendorf – Stolberg (Rheinl) Hbf hier Flügelung; Zugteil 1: – Eschweiler-West – Eschweiler Talbahnhof/Raiffeisenplatz – Eschweiler-Nothberg – Eschweiler-Weisweiler – Langerwehe – Düren; Zugteil 2: – Stolberg (Rheinl) Hbf (Gleis 27) – Stolberg-Schneidmühle – Stolberg Mühlener Bahnhof – Stolberg-Rathaus – Stolberg-Altstadt (aufgrund von Hochwasserschäden fahren die Züge nur bis Stolberg Rathaus. Schienenersatzverkehr findet weiterhin zwischen Stolberg Hbf und Eschweiler Talbahnhof statt) Stand: 30. April 2023 | 60 min (Stolberg Hbf–St. Jöris–AL-Annapark) 30 min 60 min (Langerwehe–Düren) |

## Sport
- Sportschützen Merkstein 1960 e. V.
- Schützenbruderschaft St. Thekla Merkstein 1951 e. V.
- SVS 1919 Merkstein – Abt. Fußball und Turnen (Volleyball)
- SV Concordia 1927 Merkstein (Fußball)
- Union Ritzerfeld
- Emir Sultanspor (Fußball)
- DJK Merkstein (Badminton)
- HSG Merkstein 1999 (Zusammenschluss der DJK- und SVS-Handballabteilung, Handball)
- JC Merkstein (Judo)
- Pyong Won Merkstein (Tae-Kwon-Do)
- TC Merkstein (Tennis Club)
- MTC Blau-Gold (Tennis Club)
- SC 07/86 Setterich

## Grube-Adolf-Park

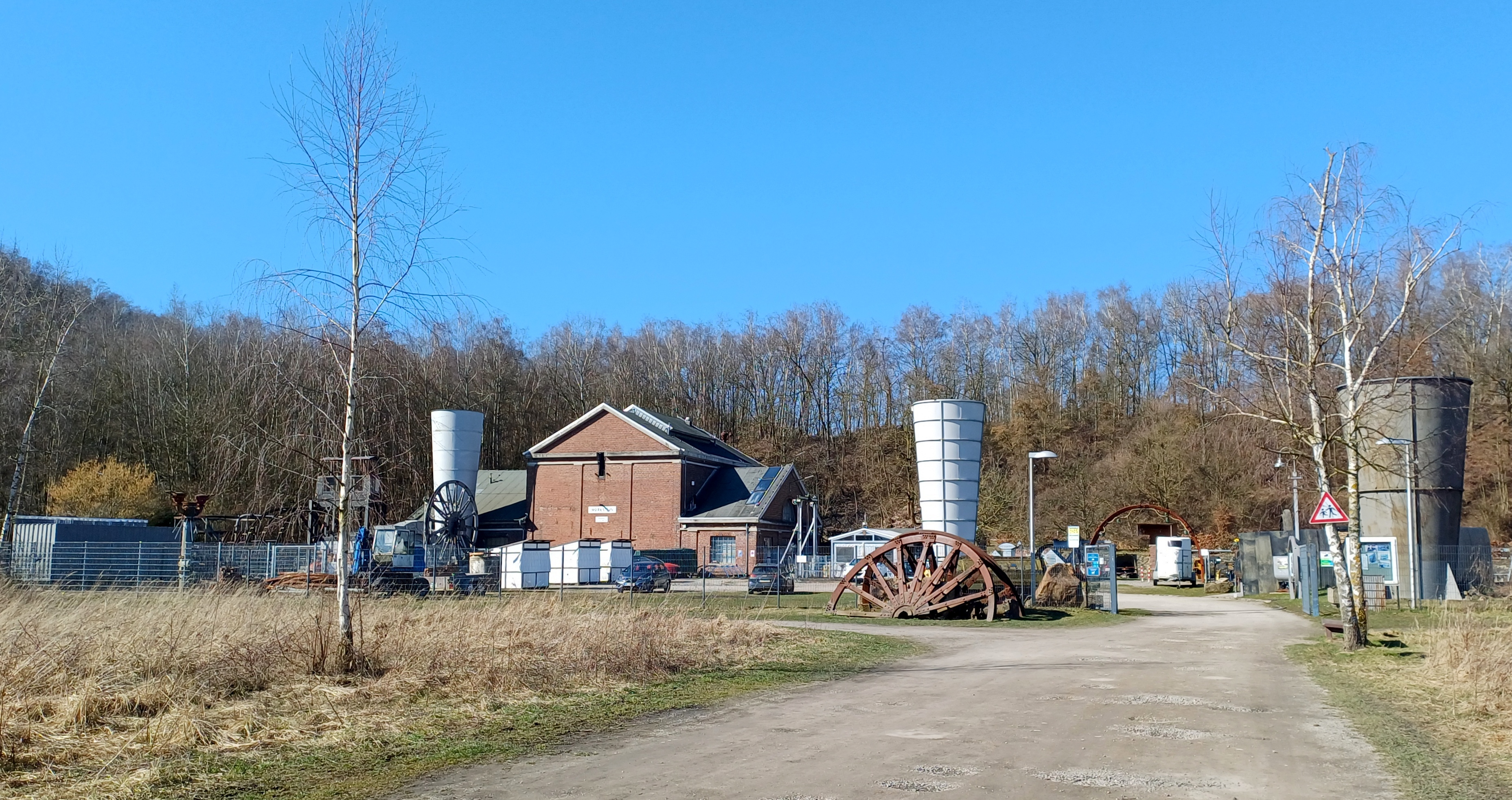
Besucherzentrum Grube Adolf

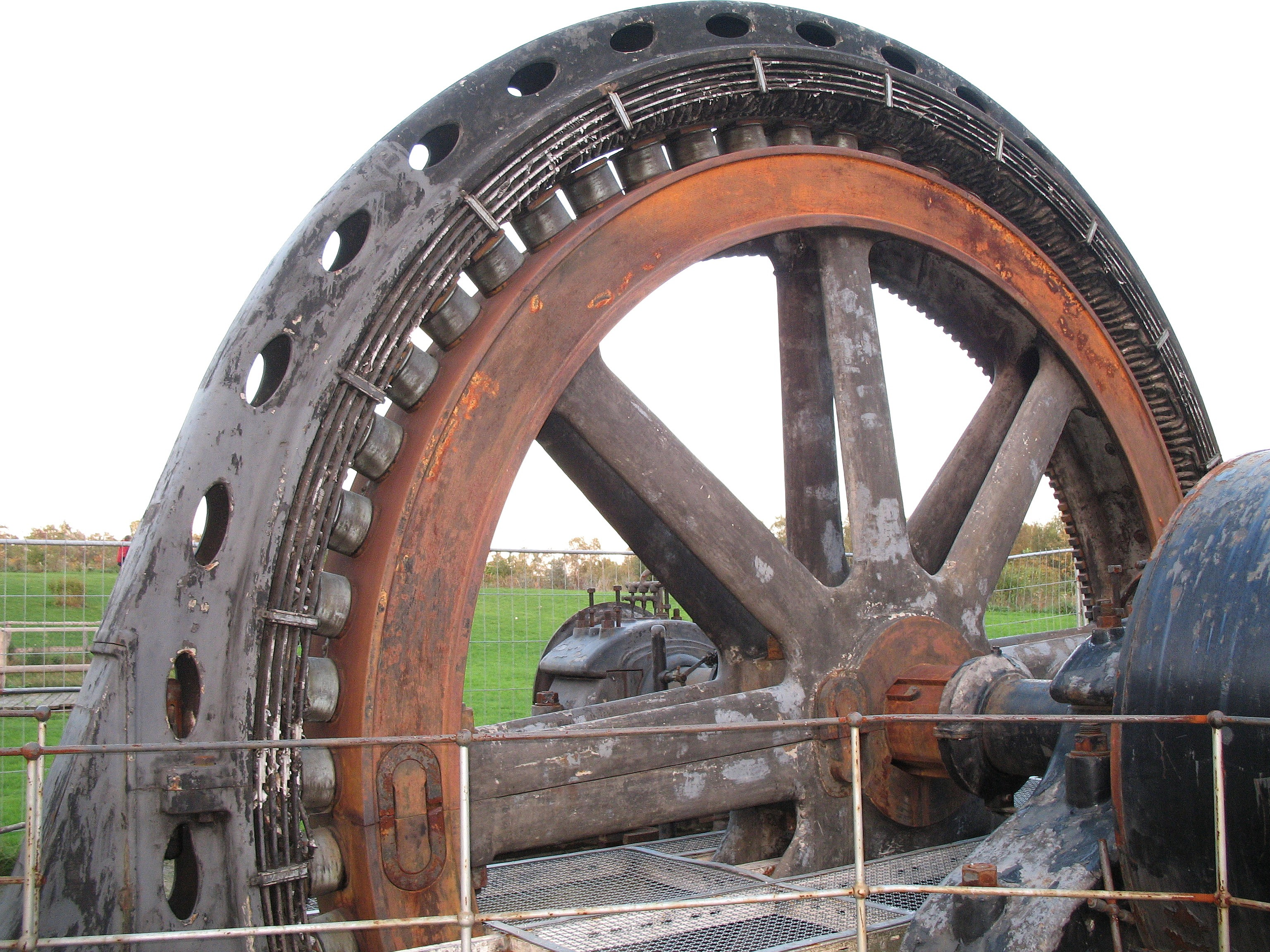
Alter Generator Grube Adolf

Der „Grube Adolf-Park Merkstein“ umfasst ca. 60 ha und besteht aus dem ehemaligen Zechenstandort, von dem nur noch das Fördermaschinenhaus übrig geblieben ist (Besucherzentrum des Parks), der ca. 100 m aufragenden Abraumhalde und einem ca. 1 km langen Waldgürtel.
Die Abraumhalde ist ein sogenanntes „Sekundär-Biotop“, d. h. von Menschenhand geschaffen. Sie bietet in dieser Klimazone außergewöhnliche Lebensbedingungen. Über dem fast schwarzen Abraummaterial erhitzen sich der Boden und die darüber liegenden Luftschichten so stark, dass extreme trockene und heiße Lebensbedingungen entstehen, wie sie eher im Mittelmeerraum anzutreffen sind. Deshalb haben sich Pflanzen- und Tierarten ansiedeln können, die äußerst selten sind.
Wanderwege sind auf ca. 5,5 km angelegt.Teile des Wegenetzes sind auch für den Radverkehr freigegeben. Ein gut ausgebauter Weg führt über den „Gipfelaufstieg“ zu zwei Aussichtsplateaus. Vom „Grenzlandblick“ und dem „Gipfelblick“ (230 m bzw. 245 m üNN) eröffnen sich spektakuläre Ausblicke bis jenseits des Maastals im Westen, ins Hohe Venn und die Eifel im Süden, zum Rheintal (Siebengebirge) im Osten und in den Selfkant im Norden.

## Kirchengemeinden
Katholisch:
- St. Willibrord in Alt-Merkstein;
- St. Thekla in Streiffeld;
- St. Benno in Hofstadt;
- Herz Jesu in Ritzerfeld;
- St. Johannes in Merkstein;

Diese fünf Kirchen gehören zu der Pfarrei St. Willibrord.
Evangelisch:
- Martin-Luther-Kirche in Merkstein

Neuapostolisch:
- Neuapostolische Kirche in der Magerauer Straße, seit 1998 Eingemeindung der ehemaligen Kirchengemeinde Herzogenrath-Mitte in die Kirchengemeinde Merkstein

Evangelische Freikirche:
- Von 1943 bis 2011 Evangelisch-Freikirchliche Gemeinde (Baptisten) in Merkstein

## Persönlichkeiten
- Kurt Berkner (1907–1938), Widerstandskämpfer gegen den Nationalsozialismus
- Helmut Schwartz (1937–2007), Politiker (CDU), Landrat und Landtagsabgeordneter
- Heinrich Joseph Brachthäuser (1873–1921), Lehrer und Rektor in Merkstein. Nach ihm wurde 1957 auf Beschluss des Stadtrates in Merkstein die Brachthäuserstraße benannt.
- Josef Quadflieg (1864–1930). Landwirt, 1. Beigeordneter und 25 Jahre im aufopferungsvollen Dienste der Bürger von Merkstein. Ehrenamtlicher Gemeindevorsteher und Standesbeamter für Merkstein und Rimburg (1900–1924). Durch seine Bemühungen erhielt Merkstein 1919 eine eigene Kommunalverwaltung. Die Personalunion mit Herzogenrath wurde aufgehoben.
- Christian Derichs, 1946 kommissarischer Bürgermeister in Merkstein, 1948 Gemeindedirektor von Merkstein
- Hans Landrock 1949–1971 letzter Bürgermeister in Merkstein
- Ludwig Kahlen, 1949 Gemeindedirektor von Merkstein, 1972 kommissarischer Stadtdirektor der neu konstituierten Stadt von Herzogenrath, Historiker und Autor vieler Bücher zur Geschichte von Merkstein und Herzogenrath
- Heinrich Stommel, 1946–1948 Bürgermeister in Merkstein
- Karl Meulenbergh (1847–1931), Mitglied des Gemeinderates in Rimburg und Merkstein, Begründer der rheinischen Kaltblutpferdezucht, Gutsbesitzer in Hoftstadt, Ophoven und Neumerberen, preußischer Ökonomierat, einziger Ehrenbürger der Gemeinde Merkstein (1925)
- Siegfried Jacobi (1876–1942), ein zum evangelischen Glauben konvertierte Jude, stammte aus Insterburg, im 1. Weltkrieg Oberstabsarzt, praktizierte seit 1920 als Knappschaftsarzt in der Geilenkirchener Str. 446. Die 1933 gegründete Kassenärztliche Vereinigung (KVD) sorgte im Zuge der NS-Gleichschaltung dafür, dass jüdischen Ärzten die Approbation entzogen wurde. Für „Frontkämpfer“ des Ersten Weltkrieges gab es zunächst noch Ausnahmen. Jacobis Ansehen und große Beliebtheit konnten die Schließung des Praxis jedoch nicht verhindern. Dr. Jacobi zog 1935 nach Aachen. Der nationalsozialistische Bürgermeister erklärte anschließend Merkstein für „judenfrei“. Am 10. September 1941 musste er in das Aachener Ghettolager „Grüner Weg“ einziehen. Dr. Jacobi wurde am 25. Juli 1942 nach Theresienstadt transportiert, wo er am 4. November 1942 ums Leben kam.
- Peter Josef Fuhrmanns (1818–1898), Landwirt, Bürgermeister von Merkstein (1843–1893), von Rimburg (ab 1844), Herzogenrath (ab 1846), Alsdorf und Bardenberg (ab 1851). Fuhrmanns verwaltete zeitweise also fünf Gemeinden mit 8500 Einwohnern. Alsdorf übergab er 1887 an seinen Sohn Alfons, der nach der Pensionierung des Vaters von 1895 bis 1900 Bürgermeister von Herzogenrath und Merkstein wurde. Die Personalunion bestand bis 1919.
- Leo Daelen, 1869 eine halbe Stunde vor seinem Zwillingsbruder Albert Josef in Merkstein geboren. Rechtsanwalt und Rittmeister d.R., Vermögensverwalter der Gutshöfe Daelen und Zentiß. 1919–1923 ehrenamtlicher Bürgermeister von Merkstein mit Dienstsitz auf dem Haus Daelen in Thiergarten. Er starb 1943.